# Konventionen om begränsning av arbetstiden i kolgruvor
Konventionen om begränsning av arbetstiden i kolgruvor (ILO:s konvention nr 31 angående begränsning av arbetstiden i kolgruvor, Hours of Work (Coal Mines) Convention) är en konvention som antogs av Internationella arbetsorganisationen (ILO) den 18 juni 1931 i Genève. Konventionen slår fast regler om arbetstid för människor som jobbar i kolgruvor och består av 23 artiklar.

## Ratificering
Konventionen har ratificerats av två stater.